# Aurel Macarencu
Aurel Macarencu (Crişan, 8 de marzo de 1963) es un deportista rumano que compitió en piragüismo en la modalidad de aguas tranquilas. Ganó cinco medallas en el Campeonato Mundial de Piragüismo en los años 1985 y 1986.
Participó en los Juegos Olímpicos de Seúl 1988, donde finalizó quinto en la prueba de C1 1000 m, y sexto en la prueba de C1 500 m.

## Palmarés internacional
| Campeonato Mundial | Campeonato Mundial | Campeonato Mundial | Campeonato Mundial |
| Año                | Lugar              | Medalla            | Evento             |
| ------------------ | ------------------ | ------------------ | ------------------ |
| 1985               | Malinas (Bélgica)  | Medalla de bronce  | C1 500 m           |
| 1985               | Malinas (Bélgica)  | Medalla de bronce  | C1 1000 m          |
| 1986               | Montreal (Canadá)  | Medalla de plata   | C1 500 m           |
| 1986               | Montreal (Canadá)  | Medalla de oro     | C1 1000 m          |
| 1986               | Montreal (Canadá)  | Medalla de oro     | C1 10 000 m        |